# Matra Hachette ALICE 90
Matra Hachette ALICE 90 (ALICE 90) је кућни рачунар фирме Matra Hachette који је почео да се производи у Француској током 1984. године.
Користио је Motorola 6803 микропроцесорску јединицу а RAM меморија рачунара је имала капацитет од 32 KB. 

## Детаљни подаци
Детаљнији подаци о рачунару ALICE 90 су дати у табели испод.
|                       |                                                             |
| [ 1 ]                 |                                                             |
| Произвођач            |                                                             |
| Тип                   | кућни рачунар                                               |
| Меморија              | 32                                                          |
| Поријекло             | Француска                                                   |
| Година                | 1984                                                        |
| Тастатура             | AZERTY тастатура са пуним помаком тастера, тастери смјера   |
| Процесор              | 6803                                                        |
| Фреквенција процесора | 4                                                           |
| RAM                   | 32                                                          |
| ROM                   | 16                                                          |
| Текст                 | 32 x 16 / 40 x 25 / 80 x 25                                 |
| Графика               | 64 x 32 / 80 x 50 (8 боја) / 160 x 125 (3 боја) / 320 x 250 |
| Боја                  | 8                                                           |
| Звук                  | 1 канал 3 октаве                                            |
| Димензије             | 365 x 205 x 70 / 1,1                                        |
| Портови               |                                                             |
| Оперативни систем     | [[]]                                                        |